# Ґодзентови
Ґодзентови (пол. Godziętowy) — село в Польщі, у гміні Дорухув Остшешовського повіту Великопольського воєводства.
Населення — 394 особи (2011).
У 1975-1998 роках село належало до Каліського воєводства.

## Демографія
Демографічна структура станом на 31 березня 2011 року:
|          | Загалом | Допрацездатний вік | Працездатний вік | Постпрацездатний вік |
| -------- | ------- | ------------------ | ---------------- | -------------------- |
| Чоловіки | 209     | 43                 | 150              | 16                   |
| Жінки    | 185     | 41                 | 116              | 28                   |
| Разом    | 394     | 84                 | 266              | 44                   |